# 루카스 힌터제어
루카스 힌터제어(독일어: Lukas Hinterseer, 1991년 3월 28일 ~ )는 오스트리아의 축구 선수이며 포지션은 공격수다. 현재 2. 분데스리가의 한자 로스토크 소속이다. K리그 시절 등록명은 힌터제어였다.

## 클럽 경력
루카스 힌터제어는 FC 바커 인스브루크의 유스팀 출신으로 FC 바커 인스브루크의 U19팀과 2군팀에서 활약했다. 2009-10시즌을 앞두고 FC 바커 인스브루크와 1군팀 계약을 체결했다. 2009년 7월 14일에 열린 FC 리퍼링과의 경기에서 1군 데뷔전을 치렀다.
2012년 봄, 더 많은 출전 기회를 얻기 위해 FC 루스테나우 07로 임대 이적했다.
2012-13시즌을 앞두고 퍼스트 비엔나 FC로 임대 이적했다. 퍼스트 비엔나에서 루카스 힌터제어는 리그 18경기 2골의 기록을 올렸다.
2013년 1월, 원 소속팀인 FC 바커 인스브루크로 임대복귀했다. 임대 복귀 이후 리그 13경기에 출전해 3골을 기록했다. 2013-14시즌에는 팀의 주전 선수로 자리잡았으며 36경기에 출전하여 13골을 기록했다.
2014년 5월 6일, 2. 분데스리가의 잉골슈타트 04와 3년 계약을 채결하였다. 이후 2014-15시즌 33경기 9골을 기록했으며 팀의 분데스리가 승격에 기여했다. 팀의 승격 이후 잉골슈타트에 잔류했으며 2015년 8월 15일에 열린 1. FSV 마인츠 05와의 경기에서 잉골슈타트의 분데르리가 역사상 첫번째 골을 기록했다.
2016-17 종료 후 잉골슈타트가 2부리그로 강등되자 계약 연장을 하지 않고 팀을 떠났으며 2. 분데스리가의 VfL 보훔에 입단했다.
2019-20시즌을 앞두고 2. 분데스리가로 강등된 함부르거 SV로 이적했다.
2021년 1월 22일, 울산 현대로 이적하였으며 보훔 시절에서 함께했던 이청용과 재회하였다.
하지만 기대와 달리 많은 득점을 올리지는 못했고, 20경기에 나서 6골에 그쳤다. 2021 시즌 중 2. 분데스리가의 하노버 96으로 이적함에 따라 7개월 만에 K리그를 떠났다.

## 국가대표팀 경력
루카스 힌터제어는 오스트리아 U-17, U-18, U-19팀에서 활동했다.
2013년, 처음으로 오스트리아 축구 국가대표팀에 차출되었으며 2013년 11월 19일에 열린 미국 축구 국가대표팀과의 경기에서 국가대표팀 데뷔전을 치렀다.
루카스 힌트제어는 유로 2016에 참여하는 오스트리아 축구 국가대표팀 최종 명단에 포함되었다. 이후 대회 조별리그 2차전 포르투갈과의 경기에 출전했다.

## 수상 내역

### 클럽

#### FC 바커 인스브루크
- 오스트리아 2. 리가 우승: 2009-10

#### FC 잉골슈타트 04
- 2. 분데스리가 우승: 2014-15